# Bussunarits-Sarrasquette
Bussunarits-Sarrasquette is een gemeente in het Franse departement Pyrénées-Atlantiques (regio Nouvelle-Aquitaine). De plaats maakt deel uit van het arrondissement Bayonne. Bussunarits-Sarrasquette telde op 1 januari 2022 211 inwoners.

## Geografie
De oppervlakte van Bussunarits-Sarrasquette bedroeg op 1 januari 2022 12,04 vierkante kilometer; de bevolkingsdichtheid was toen 17,5 inwoners per km².

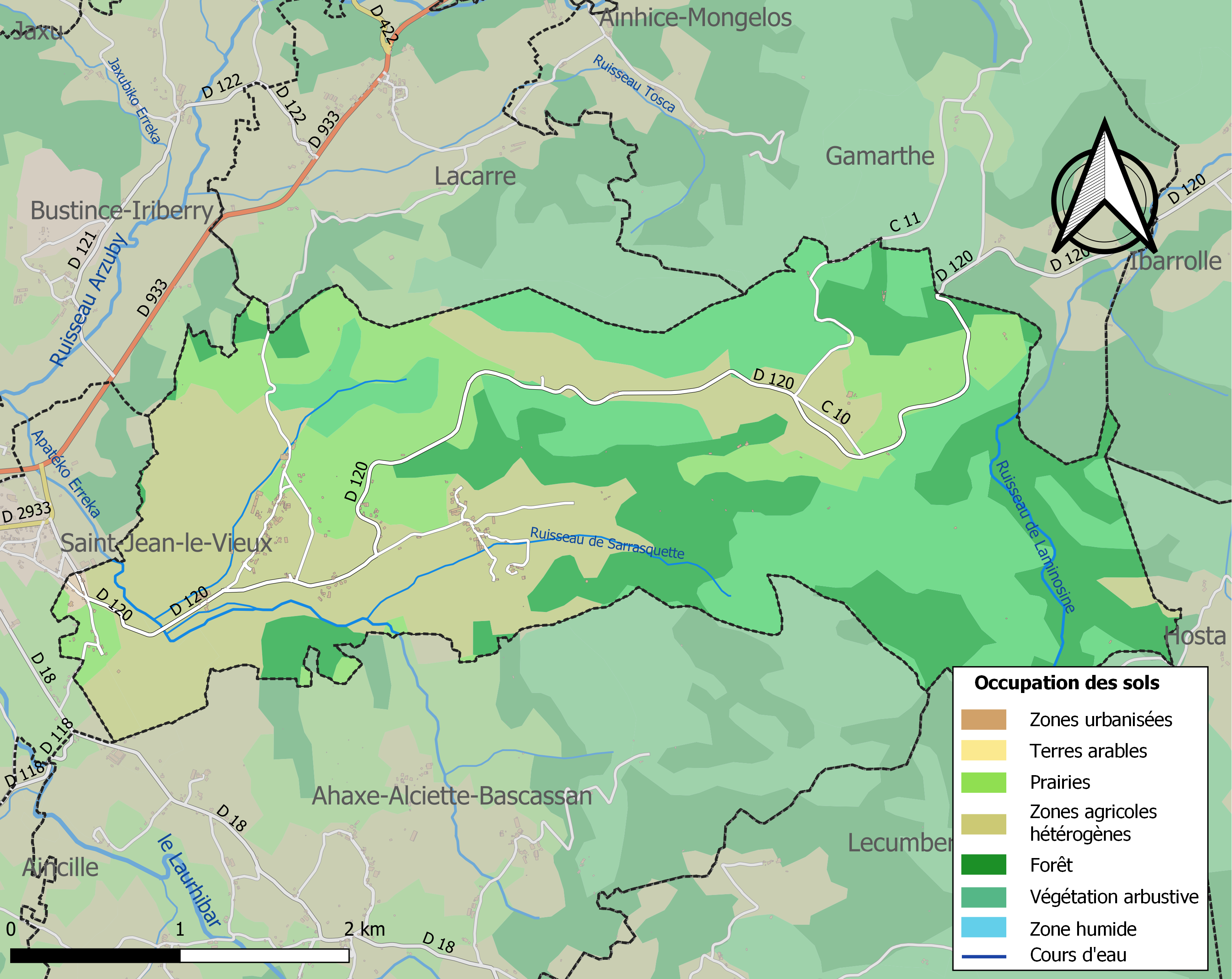
Kaart van de gemeente met belangrijkste infrastructuur, bodemgebruik en omliggende gemeenten

## Demografie
Onderstaande figuur toont het verloop van het inwonertal (bron: INSEE-tellingen).